# Ewa Air
Ne doit pas être confondu avec EVA Air.
Pour les articles homonymes, voir Ewa (homonymie).
Partez quand ça vous chante ! D'où partez-vous ? Où allez-vous ?
Ewa Air est une compagnie aérienne française basée à Dzaoudzi dans le département de Mayotte. La compagnie a pour vocation de desservir les îles de l'Archipel des Comores, Madagascar ainsi que d'autres destinations périphériques du canal du Mozambique dans un fonctionnement de hub à partir de l'Aéroport de Dzaoudzi-Pamandzi. Le mot « Ewa » (prononcé é-oua) signifie « oui » en Shimaore qui est l'une des deux principales langues régionales parlées à Mayotte.

## Création et actionnariat
À la suite d'une annonce de presse faite le 30 mai 2013, le lancement de la compagnie est intervenu dans le courant de l'hiver austral 2013 , pour un début d'activité en novembre de la même année.
Ce lancement a été confirmé lors de la signature le 13 septembre 2013 d'un protocole d'investissement entre les futurs actionnaires.
Le capital de 4,4 millions d'euros est détenu à 52,3 % par la compagnie réunionnaise Air Austral, les 47,7 % restants étant répartis entre la Chambre de Commerce et d’Industrie de Mayotte (CCIM - 22,7 %) et le groupe mahorais Issoufali par l'intermédiaire de la société Ylang Invest (25 %). Le siège social est situé à Dzaoudzi et le Président est Marie-Joseph Malé (qui est également le Président d'Air Austral).
Le vol inaugural (une liaison Mayotte-Moroni) devait avoir lieu le 29 octobre 2013, mais a été annulé, les Comores refusant l'atterrissage d'Ewa Air sur leurs pistes, ce qui a provoqué en réaction des autorités françaises des mesures de rétorsion symétriques contre la compagnie comorienne Int'Air Îles.
Cette crise initiale résolue, le premier vol Mayotte-Moroni a eu lieu le 17 novembre 2013.

## Destinations
Quatre liaisons directes sont proposées au départ de l'Aéroport de Dzaoudzi-Pamandzi.
- Madagascar : 
  - Diego Suarez
  - Nosy Be
  - Majunga
- Comores : 
  - Moroni
- La Réunion :

## Partenariats
La compagnie Air Austral, actionnaire principal, apporte son savoir-faire technique

## Flotte
| Types      | Actuelles | En Commande | Passagers |
| ---------- | --------- | ----------- | --------- |
| ATR 72-600 | 2         | -           | 72        |

Début janvier 2019, la compagnie renouvelle sa flotte avec 2 ATR 72-600.
En 2021, Ewa Air s’équipe d’un nouvel appareil. Il s’agit d’un Boeing 737.
En 2023, Ewa Air se sépare de son Boeing 737 immatriculé F-ONGA.